# Garrett Oliver
Garrett Oliver   (Hollis, 29 de juliol de 1962) és un empresari estatunidenc i escriptor de llibres sobre la cervesa. Des de 1994 ha treballat com a mestre cerveser a la cerveseria Brooklyn Brewery.

## Trajectòria
Oliver va créixer a Hollis, al barri novaiorquès de Queens. El seu pare era aficionat a la caça i la cuina. Oliver va estudiar cinema a la Universitat de Boston i d'estudiant va organitzar concerts per a grups com R.E.M. i Ramones. Després de graduar-se, va passar un any gestionant escenaris per a grups de música a la Universitat de Londres. Posteriorment va viatjar per Europa i va tastar cerveses de països com Bèlgica, Alemanya Occidental i Txecoslovàquia. Quan va tornar als Estats Units d'Amèrica el 1983, va començar a elaborar cervesa casolana mentre treballava per a HBO i per a un despatx d'advocats de Nova York.
El 1989 Oliver va ser aprenent de cerveser a la Manhattan Brewing Company. El 1993 va ser nomenat mestre cerveser de l'empresa, que va tancar i va reobrir dues vegades en la dècada de 1990. El 1994 va deixar Manhattan per a convertir-se en mestre cerveser de Brooklyn Brewery, una posició que ha ostentat des de llavors. A més, és soci de l'empresa.
Oliver té interès en el maridatge de la cervesa i en cuinar amb cervesa, i ha escrit diversos llibres sobre la matèria, com The Brewmaster's Table: Discovering the Pleasures of Real Beer with Real Food (2003). Aquest interès l'ha portat a involucrar-se en el moviment slow food.